# 谷敷正光
谷敷 正光 （やしき ただみつ、1946年1月28日 - ）は、日本の経済学者。駒澤大学名誉教授。 専門は教育経済学。近現代日本産業・経済発達史と人材育成。

## 来歴
北海道生まれ。1968年 駒澤大学経済学部経済学科卒業。1970年 同大学院経済学研究科修士課程修了。1973年 同博士課程満期退学。1972年 駒澤大学経済学部助手、1974年 講師、1978年 助教授、2003年 教授に就任。2009年 大学院経済学研究科委員長。
2016年 定年退職。
その間、淑徳大学社会福祉学部（1975年4月～1978年3月）と日本女子大学家政学部（1993年4月～1997年3月）で非常勤講師をつとめる。
学生時代は中学・高校教員を志望し、教員採用試験に合格。一方、研究にも魅力を感じていて指導教授の勧めで大学院に進み大学教員となる。教員を目指す学生のために「教職ゼミ」を講師になってすぐ立ち上げる。中・高の教員になりたかった夢は後輩達に託し、千人を超える教員を輩出した。

## 著書

### 単著
- 『教師入門版教員採用試験東京版』大阪教育図書 1982年2月
- 『教師入門版教員採用試験神奈川版』大阪教育図書 1982年2月
- 『教師入門版教員採用試験千葉版』大阪教育図書 1982年5月
- 『教師入門版教員採用試験埼玉版』大阪教育図書 1982年5月
- 『教育経済論』印刷センター 2013年4月
- 『社会科教育法』印刷センター 2014年4月
- 『戦前期綿糸紡績業における女学校の成立』創成社 2015年9月[3]

### 共著
- 『商業教育用語辞典』多賀出版 1983年3月
- 『教員試験事典』時事通信社 1986年1月
- 『社会科教育研究』梓出版 1992年2月
- 『改訂社会科教育研究』梓出版 1995年1月

## 所属学会
- 社会経済史学会
- 日本教育学会
- 日本産業教育学会
- 教育史学会
- 日本キャリア教育学会